# Marie begravningskapell
För andra betydelser, se Mariakapellet.
Marie begravningskapell är ett ceremonilokal för begravningsändamål strax öster om Skara. 

## Kyrkobyggnaden
Kapellet invigdes 2006 efter det att Skara gravkapell från 1894 bedömts ha för stora brister. Ingvar Blixt på Ritningen Arkitektbyrå AB har ritat kapellet. Marie begravningskapell har byggts i kalkputsad kalksten och trä, och har ett ljust andaktsrum. Marie begravningskapell saknar fasta religiösa symboler för att kapellet ska kunna användas inom alla trosuppfattningar och för borgerliga begravningar. 
Utanför kapellet står en klockstapel, och i omgivningarna finns minneslundar.